# Fortyfikacje Carcassonne
Fortyfikacje Carcassonne – średniowieczny zespół architektoniczno-urbanistyczny w Carcassonne, na prawym brzegu Aude, na południowy wschód od współczesnego miasta. To średniowieczne warowne miasto otaczają mury pochodzące z okresu gallo-romańskiego. Miasto posiada również zamek (château comtal) oraz bazylikę Saint-Nazaire.
Jeszcze przed panowaniem rzymskim istniało grodzisko na wzgórzu, gdzie teraz położone są fortyfikacje Carcassonne. W obecnej postaci jest wybitnym przykładem średniowiecznego grodu, z masywnymi murami obronnymi otaczającymi zamek, gęsto zabudowanymi ulicami oraz gotycką katedrą. Dla Carcassonne duże znaczenie miały prace nad rekonstrukcją fortyfikacji prowadzone przez Eugène'a Viollet-le-Duc, jednego z twórców nowoczesnej nauki konserwacji zabytków.

## Położenie

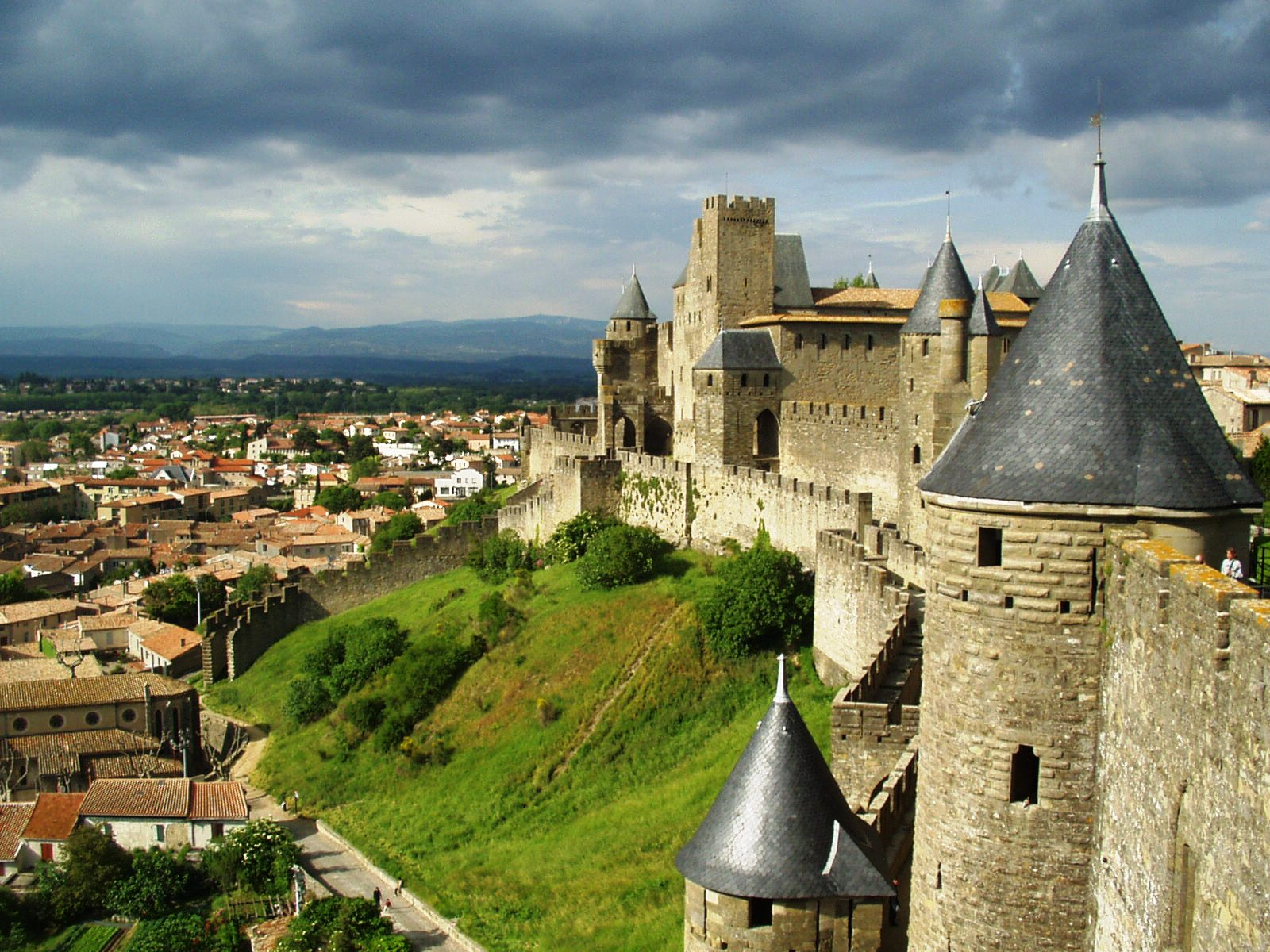
Mury obronne warowni

Fortyfikacje Carcassonne leżą w południowej Francji, w regionie Langwedocja-Roussillon, w departamencie Aude, na południowy wschód od obecnego centrum miasta Carcassonne. Usytuowane są na prawym brzegu rzeki Aude. Na południe od nich biegnie autostrada A61, przy której wyznaczono miejsce obsługi podróżnych, z którego można podziwiać średniowieczną warownię.

## Lista światowego dziedzictwa UNESCO
W 1997 roku fortyfikacje wpisane zostały na listę światowego dziedzictwa UNESCO. Wzięto pod uwagę głównie fakt, że historyczny gród jest doskonałym przykładem średniowiecznej warowni, której masywne mury obronne zostały zbudowane na bazie umocnień z okresu późnego antyku. Duże znaczenie miały też prace konserwatorskie prowadzone przez Eugène Viollet-le-Duc w drugiej połowie XIX wieku, które miały ogromny wpływ na późniejsze zmiany w zasadach i praktyce ochrony zabytków.

## Historia

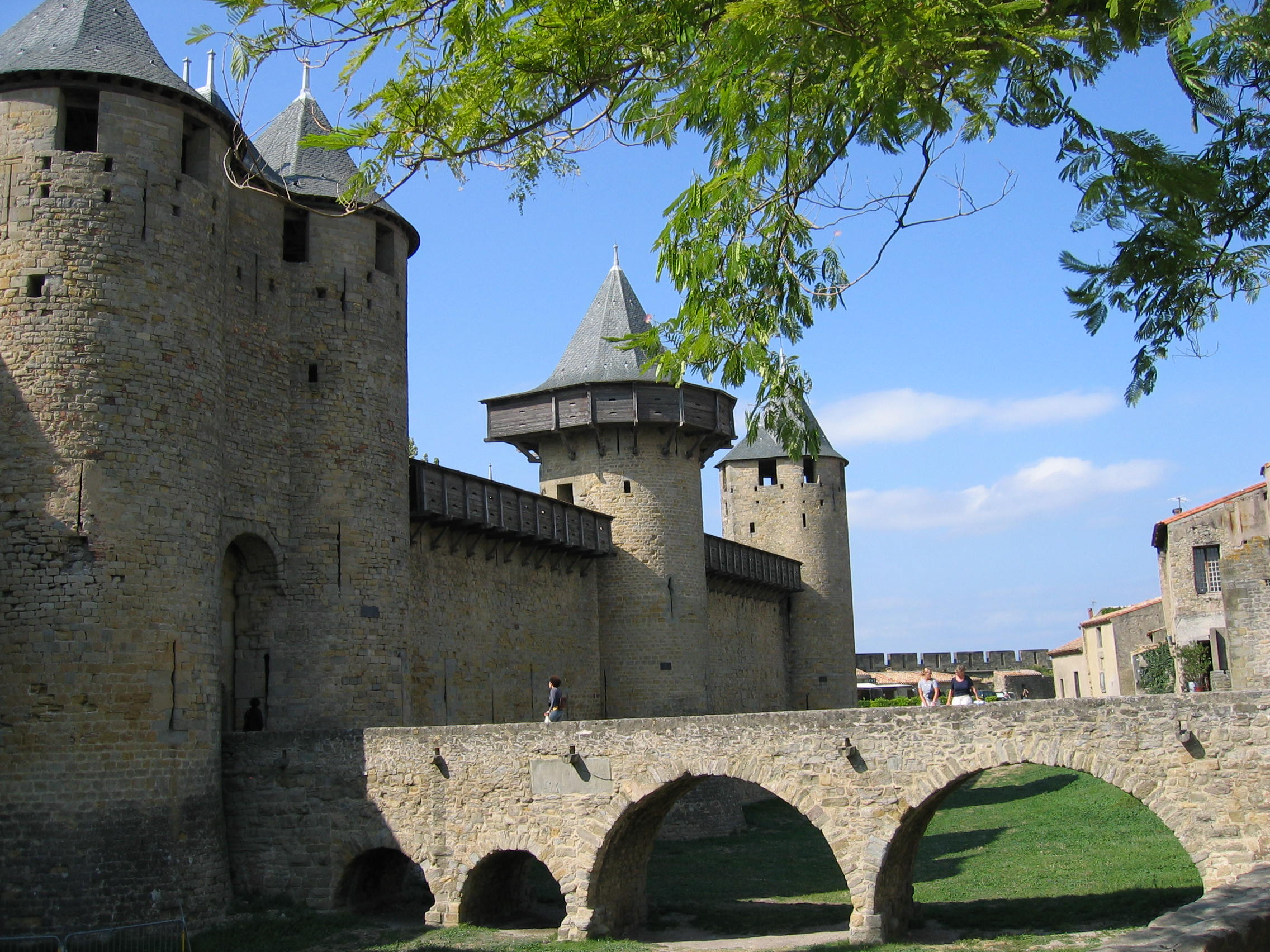
Wejście do zamku

Na wzgórzu, gdzie teraz znajdują się fortyfikacje Carcassonne, jeszcze przed okresem panowania rzymskiego istniało grodzisko. Badania archeologiczne wskazują, że jego historia sięga VI wieku p.n.e., kiedy to zbudowano obwarowane oppidum na skalistym cyplu z widokiem na dolinę Aude i starożytne drogi łączące Ocean Atlantycki z basenem Morza Śródziemnego oraz Półwysep Iberyjski z resztą Europy. W I wieku p.n.e. osada nosiła miano Carcaso Volcarum Tectosagum, natomiast w 27 roku p.n.e. otrzymała łacińską nazwę Colonia Iulia Carcaso.

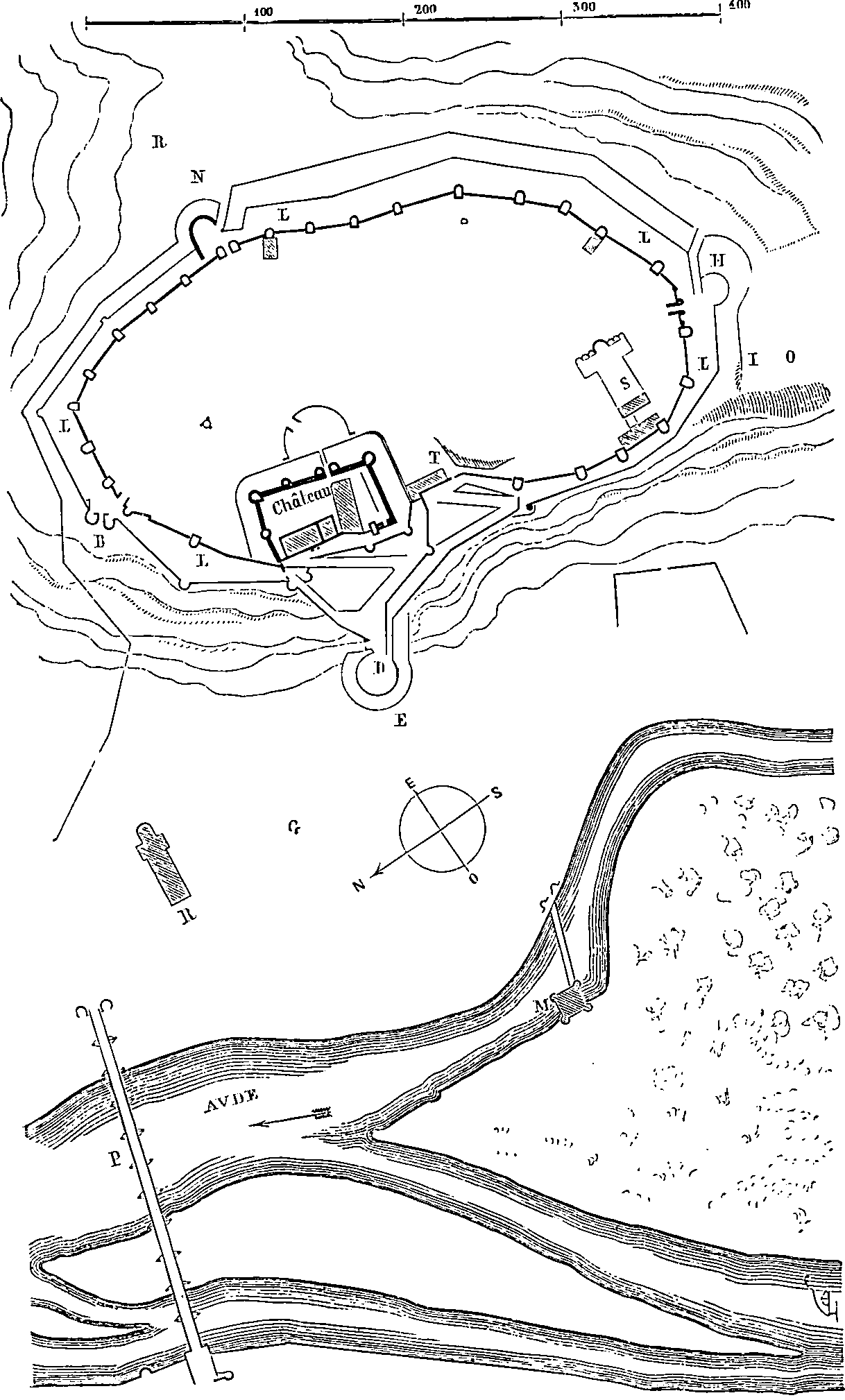
Szkic Eugène Viollet-le-Duc ukazujący umiejscowienie warowni

Podczas burzliwych lat końca III i początku IV wieku osadę wzmocniono przez budowę muru obronnego długiego na około 1200 m. Fortyfikacje składające się z dwóch linii murów i zamku – który sam został otoczony fortyfikacjami – rozciągają się na całkowitą długość 3 km. Ich długość w dużej mierze bierze się z rzymskich umocnień, które są wyraźnie widoczne na dwóch trzecich całkowitej długości konstrukcji. Ściany wzmocniono bastejami w kształcie podkowy w mniej więcej regularnych odstępach. Ściany cechuje charakterystyczny późnorzymski styl. Porte Narbonnaise po wschodniej stronie oraz Porte de l'Aude na zachodzie są szczególnie wyszukanymi dziełami obronnymi.
W V wieku miasto przeszło pod panowanie Wizygotów i było często celem ataków Franków. W 724 roku Carcassonne dostało się w ręce Arabów, którzy jednak już w 759 roku zostali wyparci przez Pepina Krótkiego. Jeszcze podczas panowania Wizygotów (w VI wieku) w Carcassonne założono biskupstwo. Jest bardzo prawdopodobne, że pierwotna katedra istniała w miejscu obecnej katedry romańskiej, której budowę rozpoczęto w czerwcu 1096 roku.

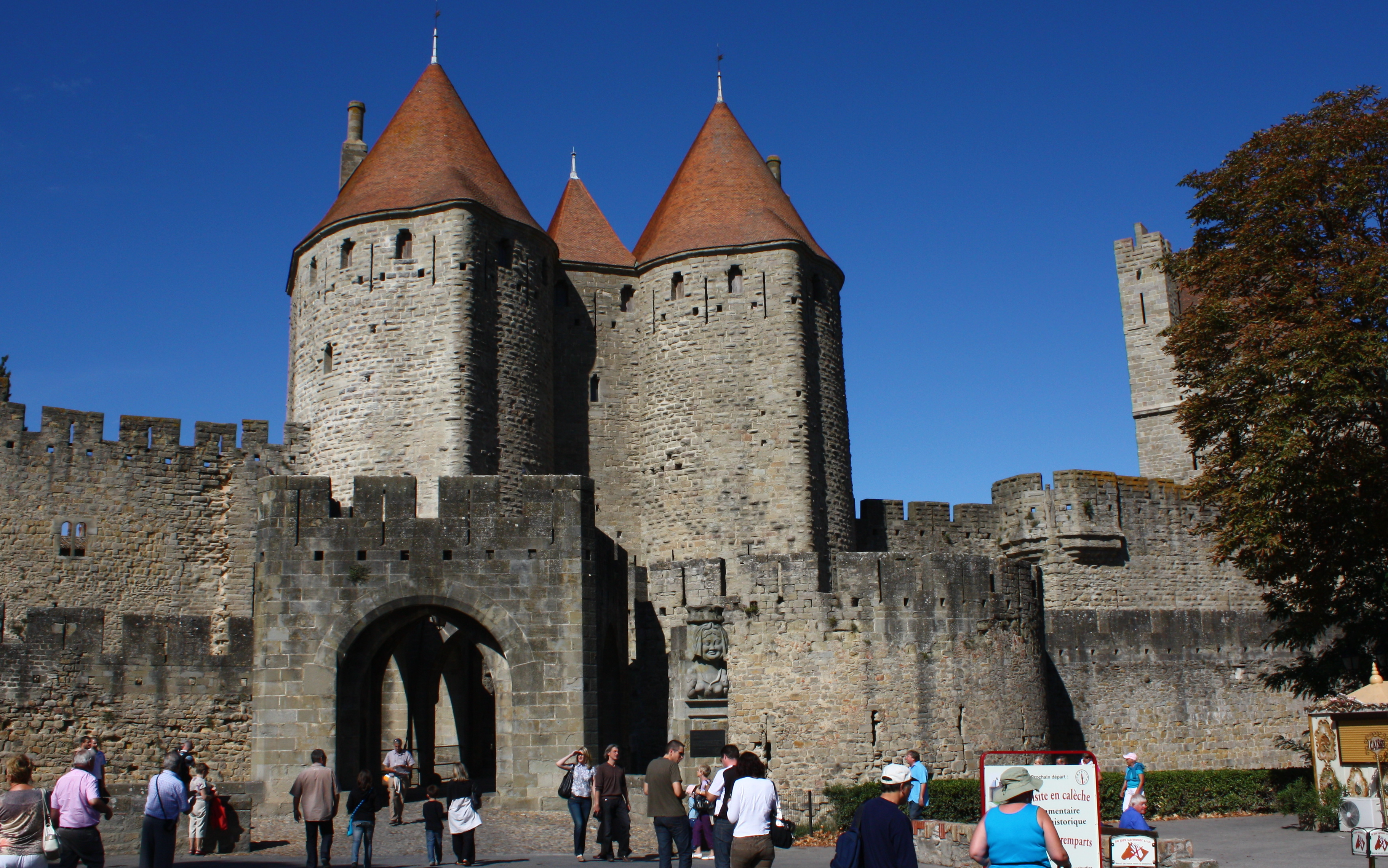
Brama Narbońska

W XII stuleciu zbudowano zamek hrabiowski przyległy do murów rzymskich, który w 1226 roku został otoczony prostokątną obudową obronną. W XIII wieku miasto przybrało ostateczny wygląd średniowiecznej twierdzy. W roku 1209, po krótkotrwałym oblężeniu, z Carcassonne wygnano katarów. W 1262 roku wybuchł lokalny bunt przeciwko królowi, w wyniku którego większość mieszkańców musiała opuścić warownię. Pozwolono im się osiedlić po drugiej stronie rzeki, gdzie stworzyli nowe miasto, które w 1347 roku również otrzymało fortyfikacje.
Fortyfikacje sprawiły, że Carcassonne nie przeszło pod panowanie Anglików w czasie wojny stuletniej, nawet podczas najazdu Czarnego Księcia, którego piechota w roku 1355 zburzyła dolne miasto. Hugenoci wykonali dwie niespodziewane próby przejęcia miasta w 1575 oraz 1585 roku, ale za każdym razem bezskutecznie. Miasto pełniło role arsenału oraz magazynu w okresie ancien régime'u, a także później, w czasie wielkiej rewolucji. Carcassonne usunięto z listy twierdz wojskowych w 1804 roku, a następnie ponownie z listy twierdz drugiej klasy w 1820 roku.
W wyniku utraty strategicznego znaczenia fortyfikacje Carcassonne szybko ulegały niszczeniu. Okoliczni mieszkańcy zauważyli w nim wygodny kamieniołom – rozpoczęli demontaż jego mur i wież. Przerwanie tej rozbiórki zawdzięcza się miejscowym erudytom z Jean-Pierre Cros-Mayrevieille na czele. 31 lipca 1850 roku ówczesny inspektor do spraw zabytków, Prosper Mérimée, wydał dekret zakazujący dalszej rozbiórki. Rozpoczął też rozmowy z Ministerstwem Wojny, by zachować mury obronne. Pierwsze środki zostały przeznaczone na ten cel w 1852 roku.
Przygotowanie raportu na temat stanu fortyfikacji zlecono Eugène Viollet-le-Duc, który już w 1846 roku rozpoczął czynności konserwatorskie przy Porte Narbonnaise oraz Porte de l'Aude. Kontynuował pracę w Carcassonne aż do swojej śmierci w 1879 roku. Podczas jego działalności zostały niemal całkowicie odnowione wewnętrzne umocnienia wraz z wieżami obronnymi w zewnętrznym kręgu.

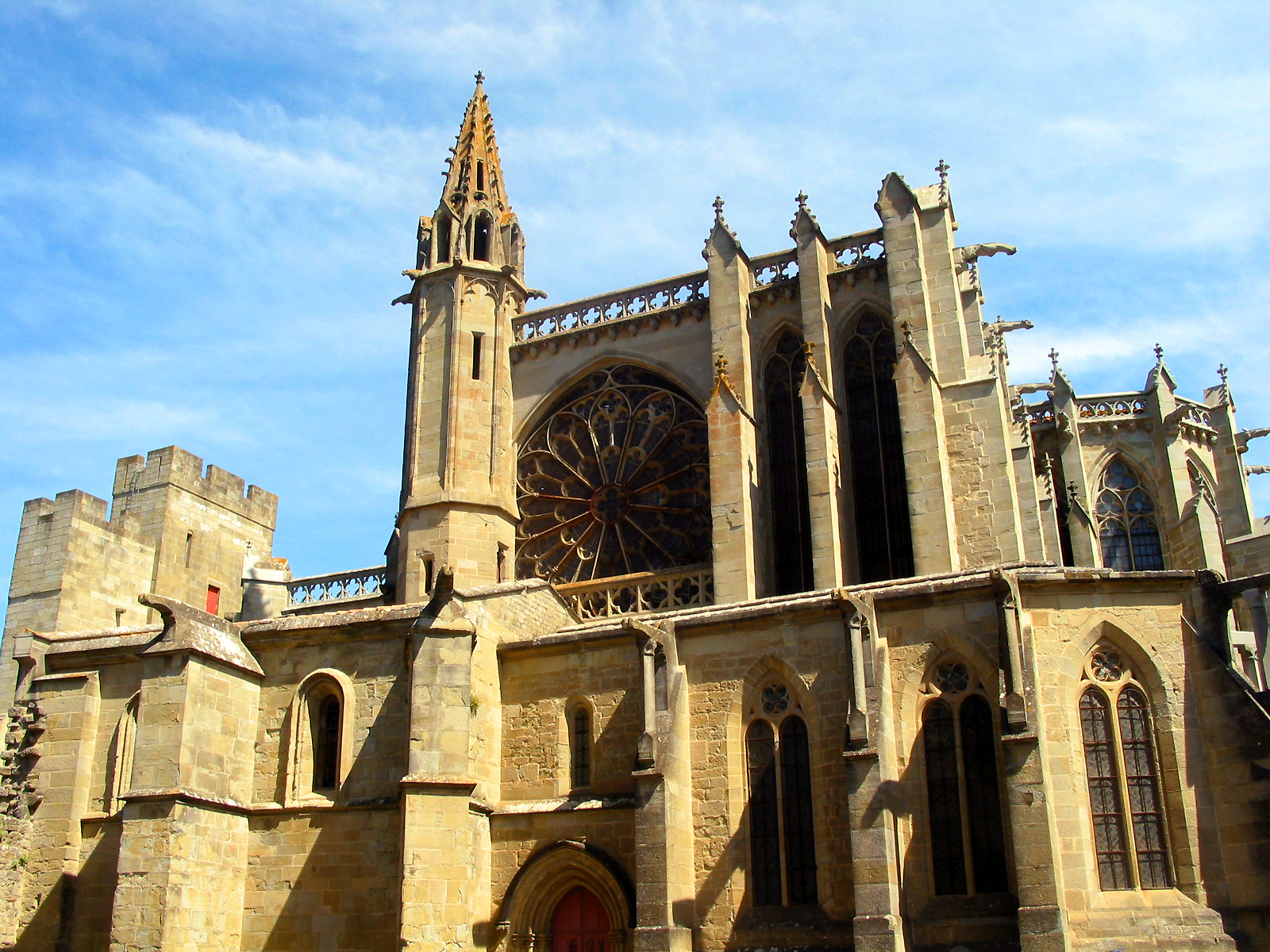
Bazylika Saint-Nazaire

Prace konserwatorskie pod koniec drugiej połowy XIX wieku kontynuował jego następca Paul Boeswillwald. Usunął domy, które zbudowano między dwiema liniami murów. Następnie pracował nad przywróceniem dawnego wyglądu murów i zamku. Prace te kontynuował do końca 1911 roku, odtwarzając elementy zamku i południowej części warowni.

## Zabytki
Średniowieczna warownia Carcassonne posiada jako całość status pomnika historii (fr.Monument historique). Ponadto osobno ten status nadano niektórym zabytkom znajdującym się wewnątrz fortyfikacji, a są to bazylika Saint-Nazaire, Hôtel de la Cité, grand puits (wielka studnia) oraz petit puits (mała studnia).

## Turystyka
Od XIX wieku Carcassonne przyciąga licznych turystów. W 1905 roku fortyfikacje odwiedziło 8366 cudzoziemców, a w 1913 odnotowano około 50 000 turystów.
Napływ turystów jest pewnym atutem gospodarczym dla miasta Carcassonne, jednak duży ruch, zwłaszcza latem, powoduje także negatywne skutki dla krajobrazu, infrastruktury, architektury, czy życia miasta. Aby usprawnić ruch turystyczny i ochronę środowiska oraz polepszyć infrastrukturę, miasto Carcassonne wraz z Ministerstwem Ekologii i Zrównoważonego Rozwoju wspólnie wdrażają program działań o nazwie Opération Grand Site.

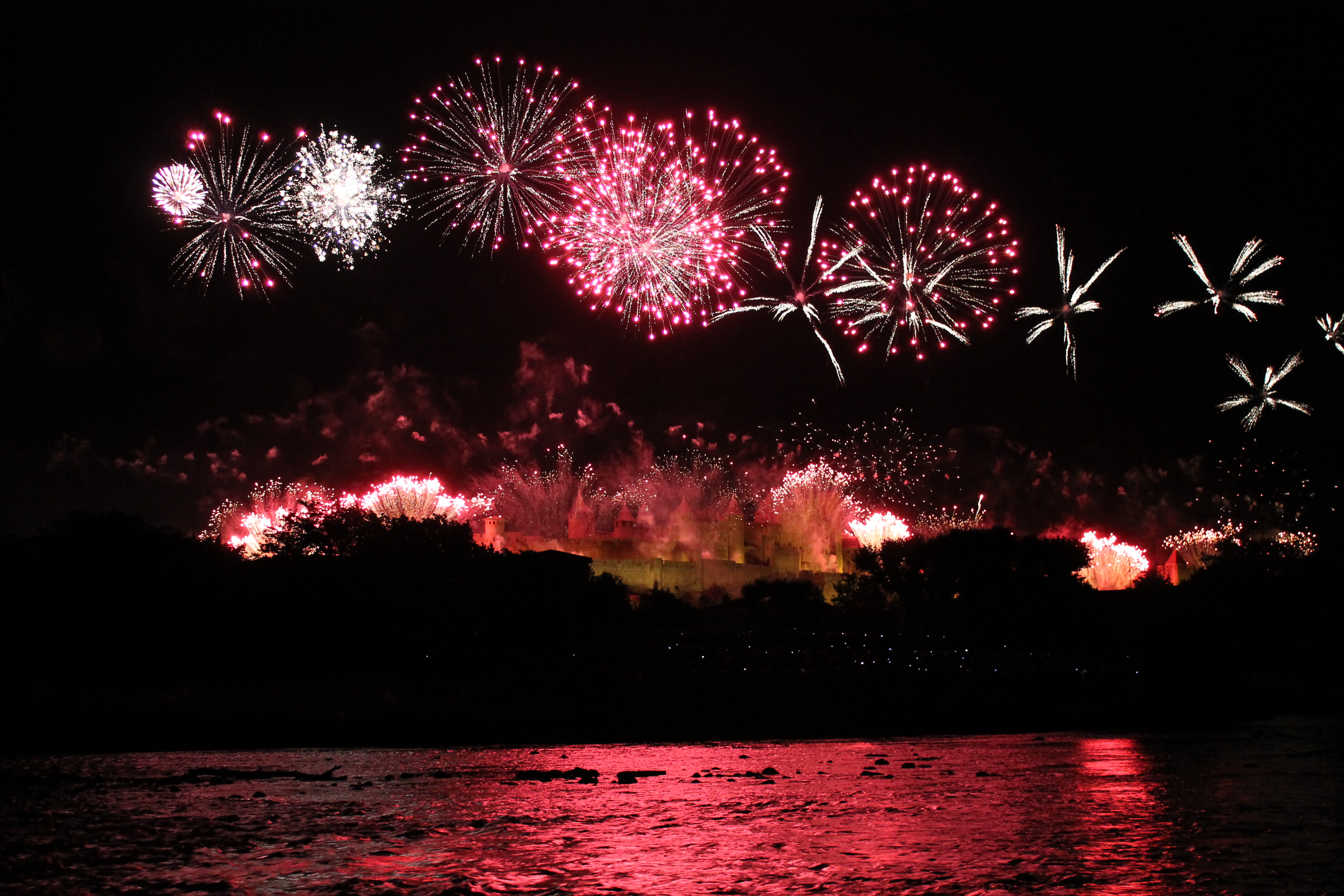
Pokaz sztucznych ogni w Carcassonne 14 lipca 2012 roku

Każdego roku w mieście wiele się dzieje. Organizowane są:
- Le festival de la Cité – festiwal, który odbywa się każdego lata w Théâtre Jean Deschamps. Wówczas odbywają się spektakle teatralne, koncerty czy przedstawienia operowe[8].
- L'embrasement de la Cité – pokaz sztucznych ogni, który odbywa się 14 lipca, co roku przyciąga prawie 700 000 widzów[9].
- Le marathon de la Cité – maraton, którego trasa biegnie przez fortyfikacje Carcassonne i w ich okolicach. Organizowany jest co roku na początku października[10].
- Les Médiévales – pokaz średniowiecznych turniejów rycerskich, co ma miejsce na początku sierpnia[11].

Za zwiedzanie nie są pobierane opłaty, z wyjątkiem wejścia do zamku hrabiego i na mury. W związku z tym obliczenie natężenia ruchu turystycznego możliwe jest tylko na zamku. Szacuje się, że w 2012 roku Cité de Carcassonne odwiedziło ponad 2 miliony turystów z co najmniej 48 państw.

## Galeria

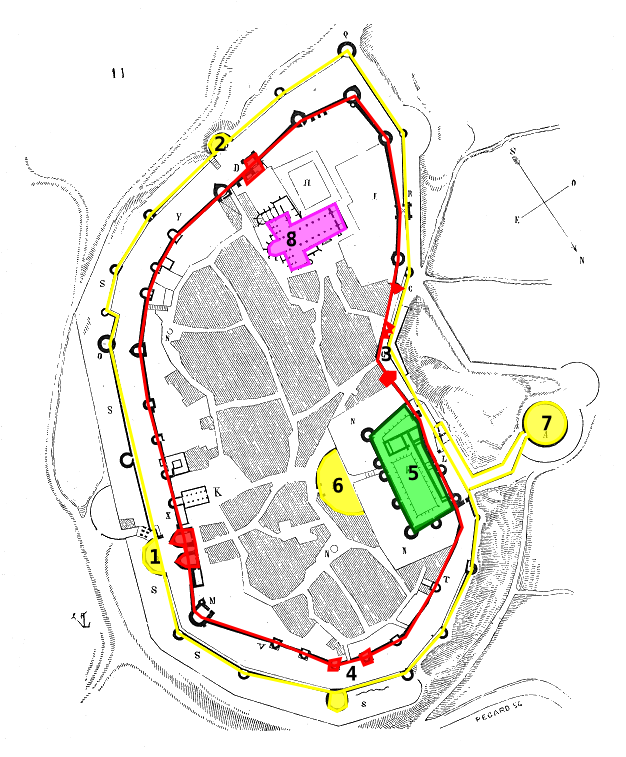
Carcassonne, plan
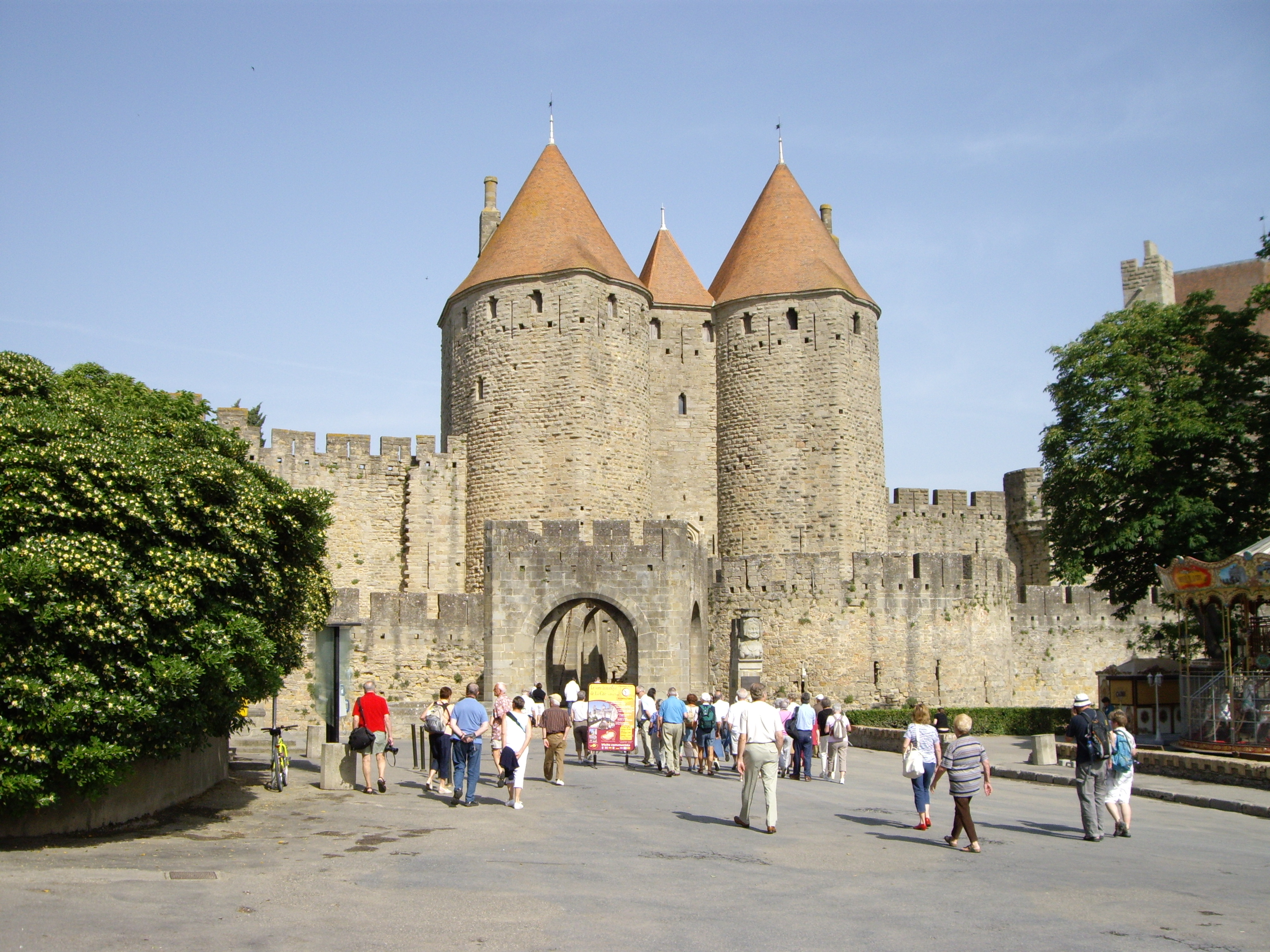
Porte Narbonnaise (Brama Narbońska)
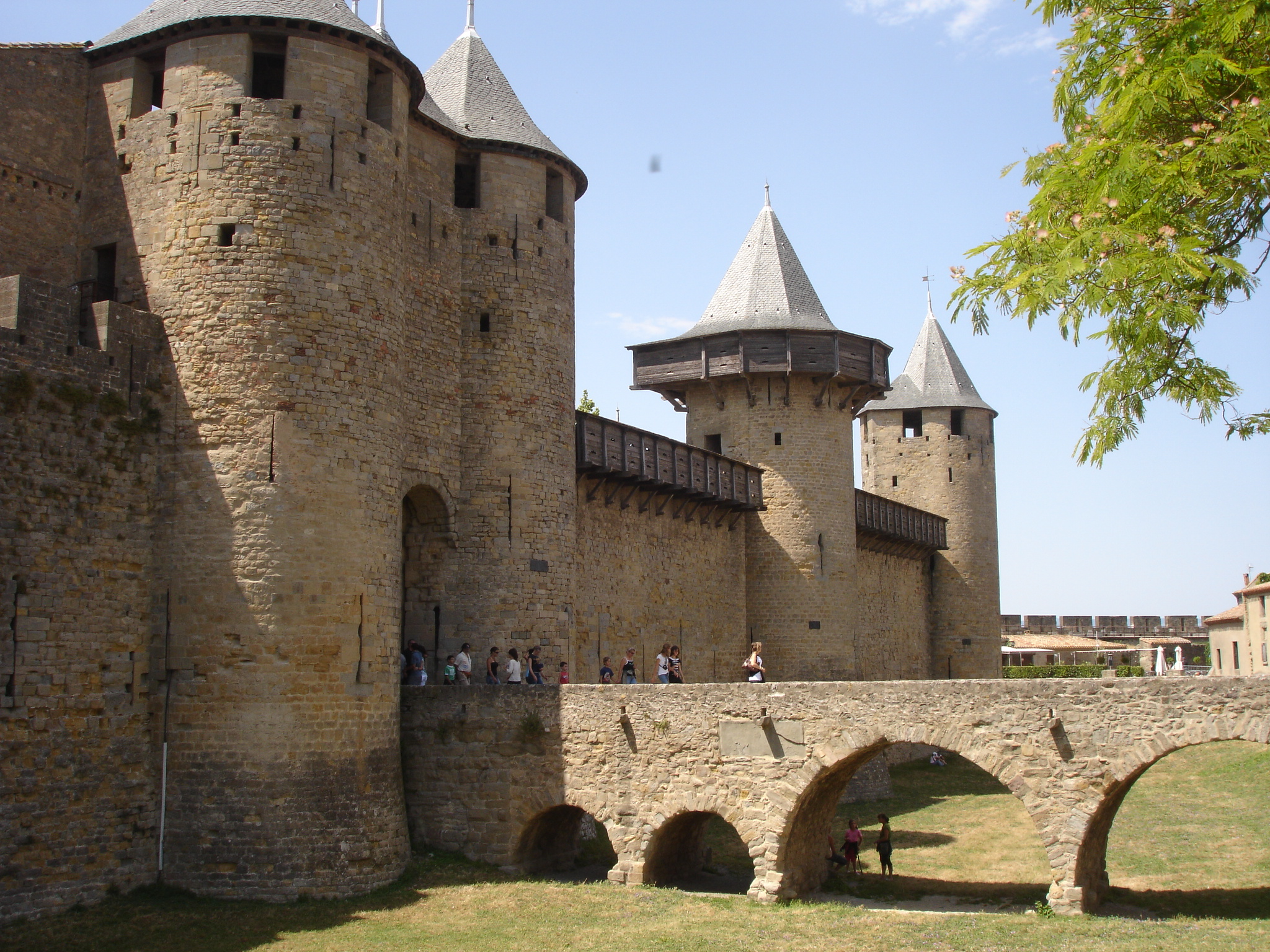
Zamek hrabiego
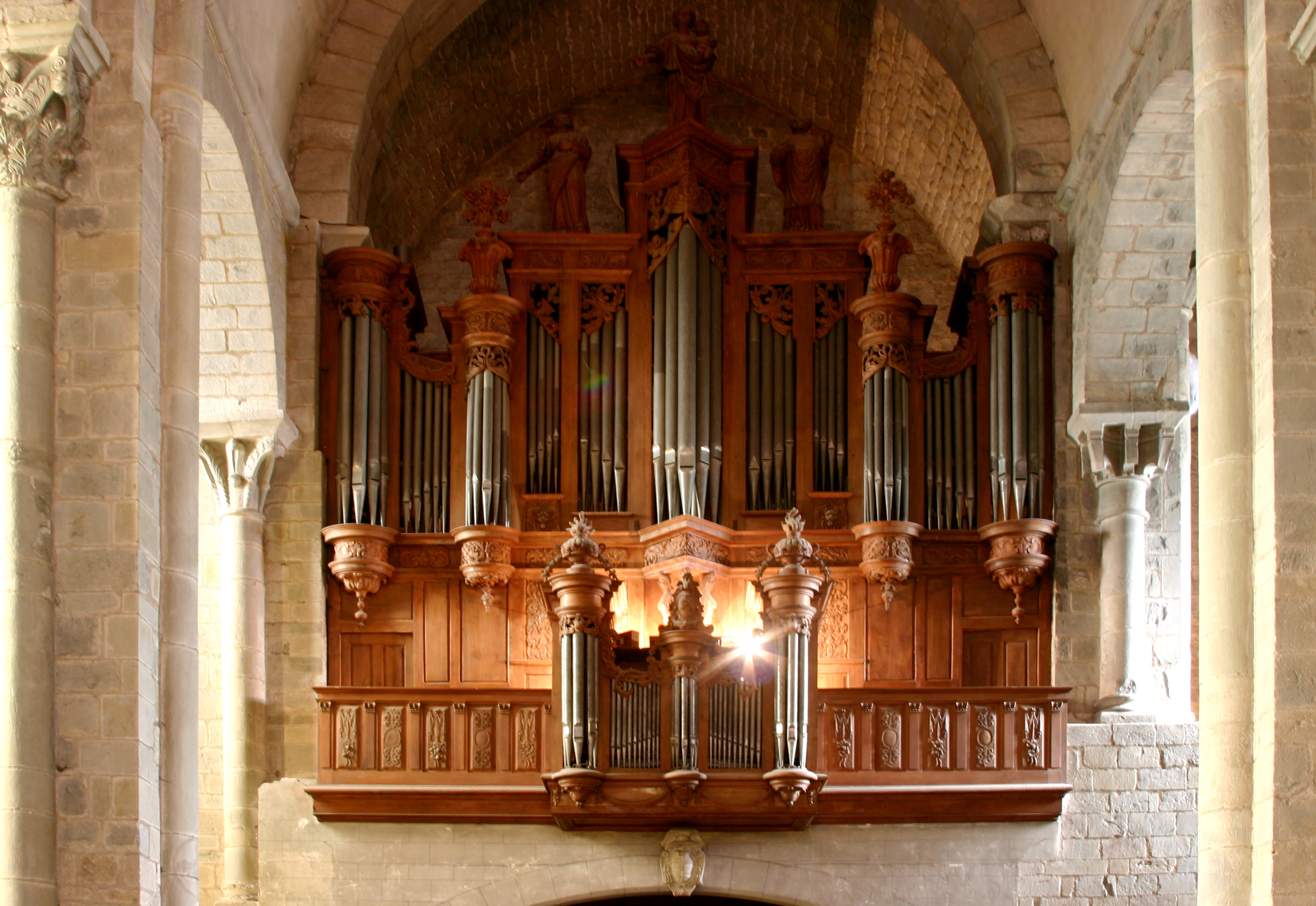
Organy w bazylice Saint-Nazaire
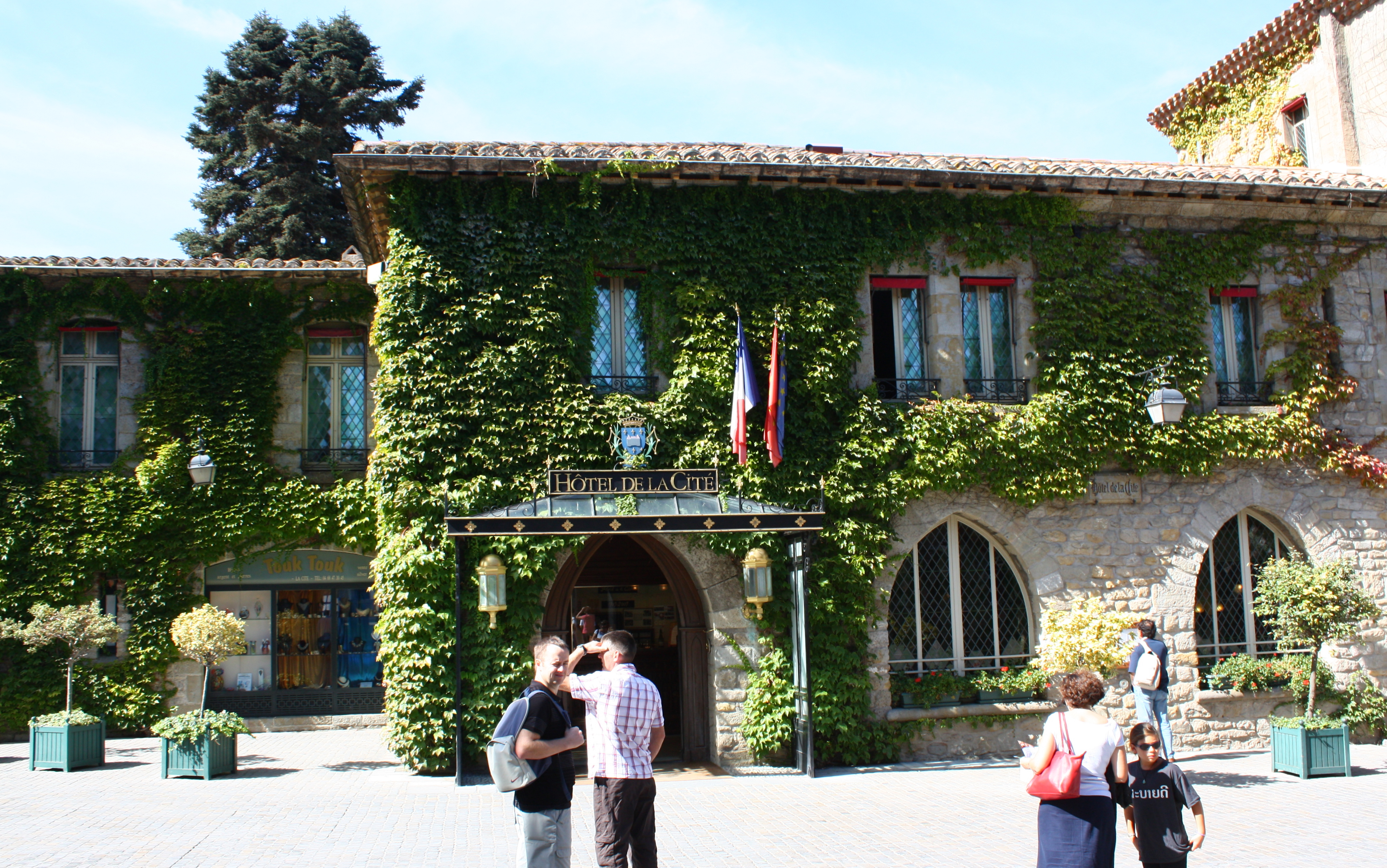
Hôtel de la Cité
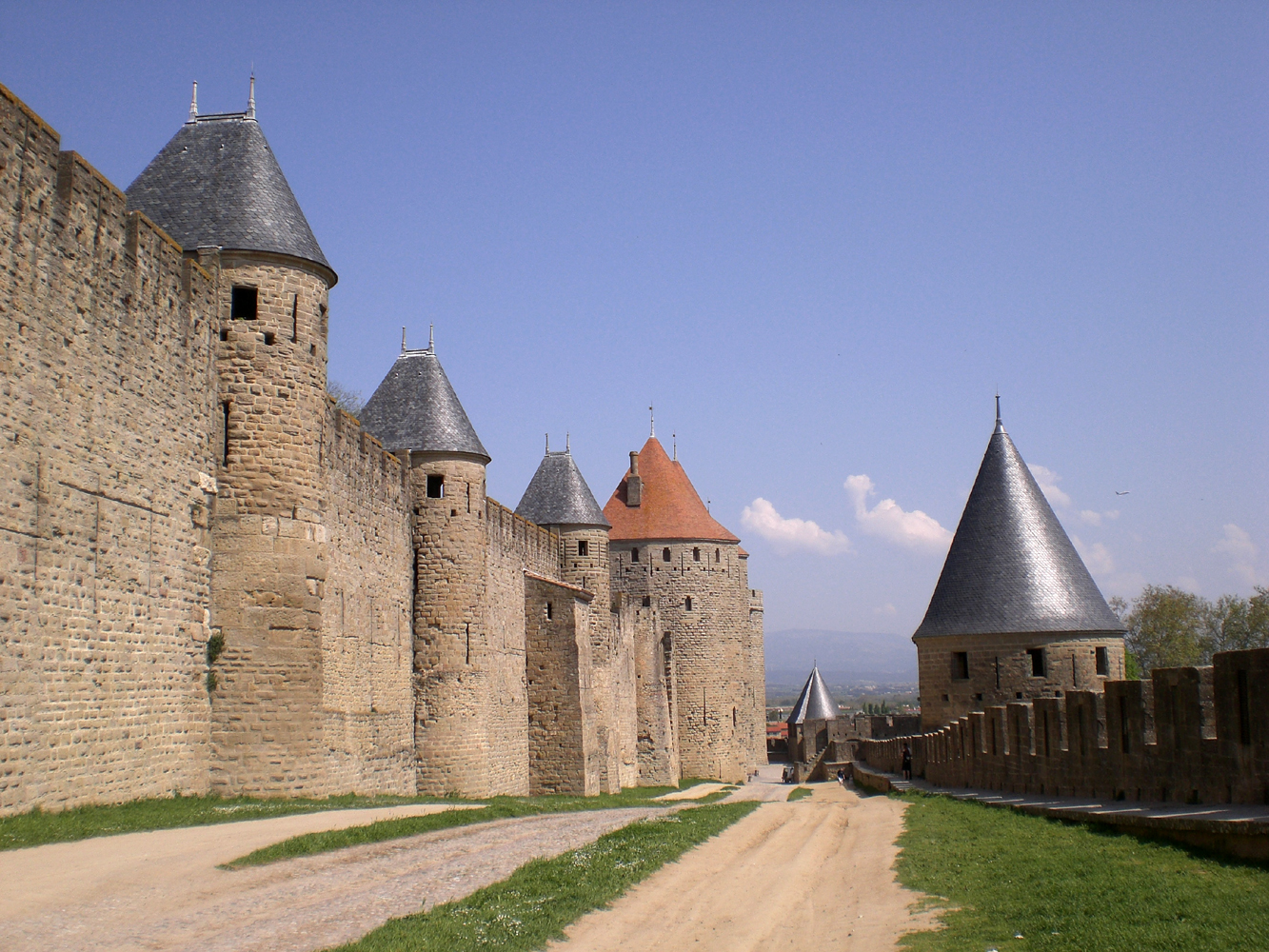
Mury obronne